# NIC-19B1
La NIC-19B1 es una autopista nacional catalogada como troncal principal ubicada en Nicaragua. La carretera inicia en el Norte en el Empalme de Camoapa con la NIC-18A hasta finalizar en el centro de Comalapa, Departamento de Chontales.